# 에리크 에릭센
에리크 에릭센(덴마크어: Erik Eriksen, 1902년 11월 20일~1972년 10월 7일)은 덴마크의 정치인이다. 1950년부터 1965년까지 좌파당 대표를 역임했으며 1950년 10월 30일부터 1953년 9월 30일까지 제36대 덴마크의 총리를 역임했다. 1953년에는 덴마크 헌법 개정안을 발의하여 국민투표를 통해 통과시켰다. 1956년에는 북유럽 이사회 의장을 역임했다.